# Stampa rosa
La stampa rosa è il genere editoriale che si occupa principalmente della pubblicazione di opere letterarie o periodici d'informazione destinati al pubblico femminile.
Per quanto riguarda le opere, sono generalmente costituite dalla letteratura rosa e dai fotoromanzi, prodotti che privilegiano, spesso in modo parossistico, la componente romantica delle storie narrate.
I periodici d'informazione della stampa rosa, comunemente definiti cronaca rosa, si occupano  dei personaggi del mondo dello spettacolo o, più in generale, della vita privata dei personaggi pubblici. 
Essendo destinati ad uno stesso pubblico, vi è spesso commistione tra i due sottogeneri editoriali. Ad esempio, i periodici rosa pubblicano, a puntate, romanzi rosa e, sovente, questi ultimi prendono a modello per i loro personaggi, in maniera più o meno velata, i protagonisti del gossip.